# Nobile Contrada del Bruco
La Nobile Contrada del Bruco è una delle diciassette suddivisioni storiche della città toscana di Siena. Prende parte al Palio di Siena.

## Territorio

### Le strade all'epoca del Bando
Il Bando di Violante di Baviera (1730) determina la suddivisione territoriale delle diciassette Contrade di Siena facendo riferimento ai palazzi e ai loro proprietari dell'epoca, basandosi quindi sulle costruzioni più che sulle strade. Esso viene ancora oggi considerato la disposizione di base per determinare gli effettivi confini delle Contrade. Secondo il Bando relativo alla Nuova divisione dei confini delle Contrade, il territorio della Nobile Contrada del Bruco è delimitato dalle seguenti vie e palazzi:
"Bruco. n. 13 - Dalla porta Ovile a sinistra occupi quel piano fino alla chiesa di S. Biagio inclusive, ed abbracciando da tutte le parti le tre coste che portano alla fonte di San Francesco occupi mezza la piazza avanti a detta chiesa, compresa solamente la compagnia di S. Gherardo, e di lì retrocedendo si attenga pell'arco a man destra, prenda la fonte ed a man destra si porti per retta strada all'arco de Rossi, di dove per la strada di Camollìa, abbracciando solo le case a man destra salga in Dogana, e tenendo solo la parte di Depositeria col Monte Pio e Paschi scenda nella piazza dell'Abbadia, comprenda la chiesa e convento de Padri Carmelitani, via degli Orbachi e ritorni a S. Biagio."

### Le strade ai nostri giorni
Le strade che attualmente fanno parte del territorio della Contrada sono le seguenti:
- piazza dell'Abbadia (parte, compresa la chiesa di San Donato ai Montanini)
- piazza San Francesco (lato sinistro entrando, fino alla chiesa della Compagnia di San Gherardo inclusa)
- via di Sinitraia
- via Dei Rossi (lato sinistro da Banchi di Sopra a piazza San Francesco)
- via Vallerozzi (parte)
- Banchi di Sopra (tra via dei Rossi e piazza Salimbeni)
- piazza Salimbeni
- via del Comune
- via di Mezzo
- via degli Orti
- vicolo degli Orbachi
- piazza d'Ovile
- via dell'Abbadia (parte)

## Storia
La contrada ha il titolo di Nobile per il valore della sua Compagnia militare alla Croce del Travaglio contro Carlo IV di Boemia nel 1369 e per aver posto il Monte del Popolo al potere nel 1371 durante la rivolta guidata dal suo popolano Barbicone. Questa sommossa popolare costituì uno dei primi movimenti importanti del proletariato italiano e avvenne sette anni prima del tumulto dei Ciompi di Firenze.

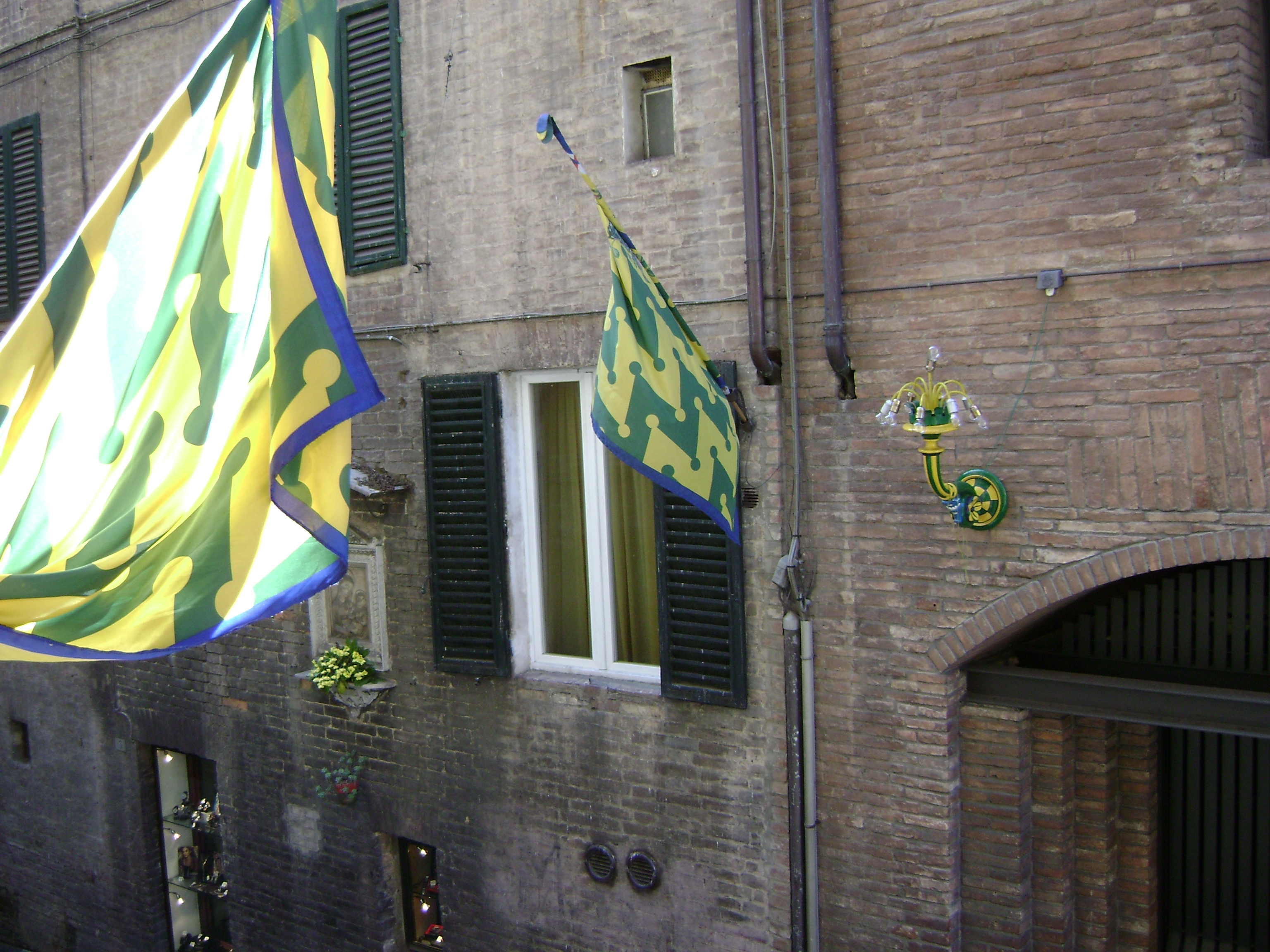
Bandiere del Bruco in via dell'Abbadia

Per antica consuetudine, nella Contrada del Bruco il ruolo di "Priore" è sostituito da quello di Rettore.

## Aneddoti
Il Bruco è stata la prima contrada a montare un fantino straniero. Accadde il 2 luglio 1927: il Bruco aveva avuto in sorte un cavallo mediocre, per di più zoppo. I dirigenti decisero allora di montare Perè Golon, detto Alì, un giovane eritreo che faceva il venditore ambulante. Alì nel suo Paese d'origine era abituato a montare a pelo, ma l'impatto col Palio non fu dei migliori. Durante la prima prova cadde e fu portato in ospedale per medicare le ferite. L'avventura di Alì sembrava già finita, ma i brucaioli lo avevano preso in simpatia e, nonostante il Bruco fosse stato esentato per le altre prove, decisero di montarlo. L'ordine era quello di tenere d'occhio il Nicchio e Alì era tanto deciso a rispettare le consegne che pare volesse portare con sé addirittura un coltello. La sua corsa non fu certamente da ricordare, ma Perè Golon detto Alì entrò ugualmente nella storia del Palio. Come scritto sul sito il palio.org fu Luca Zanesi a fare ricerche fino in Mali e Libia per risalire alle sue origini.

## Alleanze sciolte
- Chiocciola, dal 1905 al 2002
- Leocorno, dal 1937 al 1995
- Lupa, fino al 1963

## Una Contrada senza rivali

### Rivalità passate
- Giraffa, dal 1945 circa al 1996
- Nicchio, dal 1898 al 1934

Stemma della Nobile Contrada del Bruco

Bruco e Giraffa sono state rivali, per questioni di confine, fino al 1996, anno in cui la Contrada di via del Comune ha potuto finalmente cedere la "cuffia" dopo 41 anni di digiuno.
Nonostante l'ufficializzazione formale operata dalle dirigenze, parte dei popoli delle due Contrade non mostra simpatia reciproca. Inoltre da anni il Bruco non tiene alcuna relazione ufficiale con l'Oca, con la quale non è mai corso buon sangue, pur non essendo nata alcuna rivalità.

## Vittorie
| N° vittoria                  | Data           | Fantino                                 | Cavallo                                 |
| ---------------------------- | -------------- | --------------------------------------- | --------------------------------------- |
| 1                            | 2 luglio 1653  | Pavolo Roncucci detto Pavolino          |                                         |
| 2                            | 2 luglio 1672  | Pavolo Roncucci detto Pavolino          | Stornello                               |
| 3                            | 2 luglio 1681  | Giovan Battista Landi detto Granchio    |                                         |
| 4                            | 6 giugno 1683  | Monco                                   |                                         |
| 5                            | 2 luglio 1687  | Pier Domenico Bacchini detto Bacchino   |                                         |
| 6                            | 2 luglio 1694  | Pavolo Roncucci detto Pavolino          | Ballarino                               |
| Vittorie nel XVII secolo: 6  |                |                                         |                                         |
| 7                            | 2 luglio 1711  | Giuseppe Galardi detto Pelliccino       | Baio                                    |
| 8                            | 2 luglio 1720  | Domenico Fulgenzi detto Romano          | Morello del Paci                        |
| 9                            | 2 luglio 1736  | Jacomo Mazzini Cerrino                  | Baio stellato del Mascagni              |
| 10                           | 2 aprile 1739  | Antonio Corgnolini detto Pettinajo      | Leardo                                  |
| 11                           | 16 agosto 1763 | Mattia Mancini detto Bastiancino        | Baio del Falorsi                        |
| 12                           | 16 agosto 1791 | Isidoro Bianchini detto Dorino          | Baio chiaro del Baldini                 |
| 13                           | 2 luglio 1792  | Isidoro Bianchini detto Dorino          | Morello del Fontani                     |
| Vittorie nel XVIII secolo: 7 |                |                                         |                                         |
| 14                           | 2 luglio 1814  | Luigi Menghetti detto Piaccina          | Rondinello                              |
| 15                           | 2 luglio 1816  | Niccolò Chiarini detto Caino            | Baio scuro del Pagliai                  |
| 16                           | 2 luglio 1818  | Niccolò Chiarini detto Caino            | Baio scuro del Pagliai                  |
| 17                           | 2 luglio 1826  | Luigi Menghetti detto Piaccina          | Stornello pallottato del Brandani       |
| 18                           | 16 agosto 1836 | Francesco Santini detto Gobbo Saragiolo | Baio scuro del Soldatini                |
| 19                           | 16 agosto 1837 | Francesco Santini detto Gobbo Saragiolo | Morello stella in fronte del Ceccarelli |
| 20                           | 2 luglio 1838  | Massimiliano Garuglieri detto Storto    | Baio del Barbetti                       |
| 21                           | 3 luglio 1842  | Giuseppe Buoni detto Figlio di Bonino   | Morello del Riccucci                    |
| 22                           | 17 agosto 1842 | Giuseppe Buoni detto Figlio di Bonino   | Morello del Riccucci                    |
| 23                           | 4 luglio 1847  | Giuseppe Buoni detto Figlio di Bonino   | Morello maltinto del Buonsignori        |
| 24                           | 3 luglio 1870  | Mario Bernini detto Bachicche           | Cavezza di moro del Grandi              |
| 25                           | 2 luglio 1872  | Agostino Pieri detto Pilesse            | Storno del Grandi                       |
| 26                           | 16 agosto 1876 | Angelo Romualdi detto Girocche          | Baio scuro dell'Amaddii                 |
| 27                           | 16 agosto 1884 | Santi Sprugnoli detto Boggione          | Farfallina                              |
| 28                           | 19 agosto 1894 | Emilio Lazzeri detto Fiammifero         | Belfortina                              |
| 29                           | 16 agosto 1896 | Emilio Lazzeri detto Fiammifero         | Baia stella in fronte del Vallesi       |
| Vittorie nel XIX secolo: 16  |                |                                         |                                         |
| 30                           | 16 agosto 1907 | Ermanno Menichetti detto Popo           | Gobba                                   |
| 31                           | 2 luglio 1912  | Alfonso Menichetti detto Nappa          | Farfalla                                |
| 32                           | 16 agosto 1922 | Ottorino Luschi detto Cispa             | Fanfara                                 |
| 33                           | 2 luglio 1955  | Giuseppe Gentili detto Ciancone         | Sturla                                  |
| 34                           | 16 agosto 1996 | Salvatore Ladu detto Cianchino          | Rose Rosa (Bella Speranza)              |
| Vittorie nel XX secolo: 5    |                |                                         |                                         |
| 35                           | 16 agosto 2003 | Luigi Bruschelli detto Trecciolino      | Berio                                   |
| 36                           | 2 luglio 2005  | Luigi Bruschelli detto Trecciolino      | Berio                                   |
| 37                           | 16 agosto 2008 | Giuseppe Zedde detto Gingillo           | Elisir Logudoro                         |
| Vittorie nel XXI secolo: 3   |                |                                         |                                         |